# Jimbaran
Jimbaran situa-se em Bali, na Indonésia. Praias da indonésia como Bali são paraisos naturais quase inexplorados pelos homens e que têm o potencial de atrair muitos turistas por causa das suas ondas consideradas perfeitas, por causa disso elas atraem muitos surfistas, tanto profissionais como amadores. Jimbaran fica no "pescoço" do sul da península de Bali. É conhecido pela frescura dos peixes e mariscos servidos à mesa na praia. Peixes e frutos do mar, às vezes vivos, podem ser selecionados pelos clientes e, geralmente, preparados imediatamente, grelhados com cascas de coco em vez de carvão.
Bali assim como outras cidades da Indonésia, já abrigaram o principal campeonato mundial de surf, o WCT, mas para segurança dos surfistas e dos visitantes as praias indonésias deixaram de ser palco dessa disputa, tudo por causa dos acontecimentos terroristas que tocam Bali cada vez mais e com mais frequência, até por que os organizadores do concurso não poderiam deixar nada acontecer com o atual campeão do mundo Kelly Slater, que é heptacampeão ou também com o tricampeão mundial Tom Currem.